# Andalgalá
Andalgalá è un comune di prima categoria dell'Argentina, appartenente alla provincia di Catamarca, situato nella parte centro-settentrionale della provincia, a 248 km a nord del capoluogo provinciale.
Fondata come fortezza nel 12 luglio del 1658, divenne una città solo nel 1952. Il suo nome è di origine quechua e significa "Signore della lepre " o "Signore dell'alta montagna".